# Zănou, Caraș-Severin
Zănou este un sat în comuna Sichevița din județul Caraș-Severin, Banat, România.